# تحمض المحيطات في الحاجز المرجاني العظيم

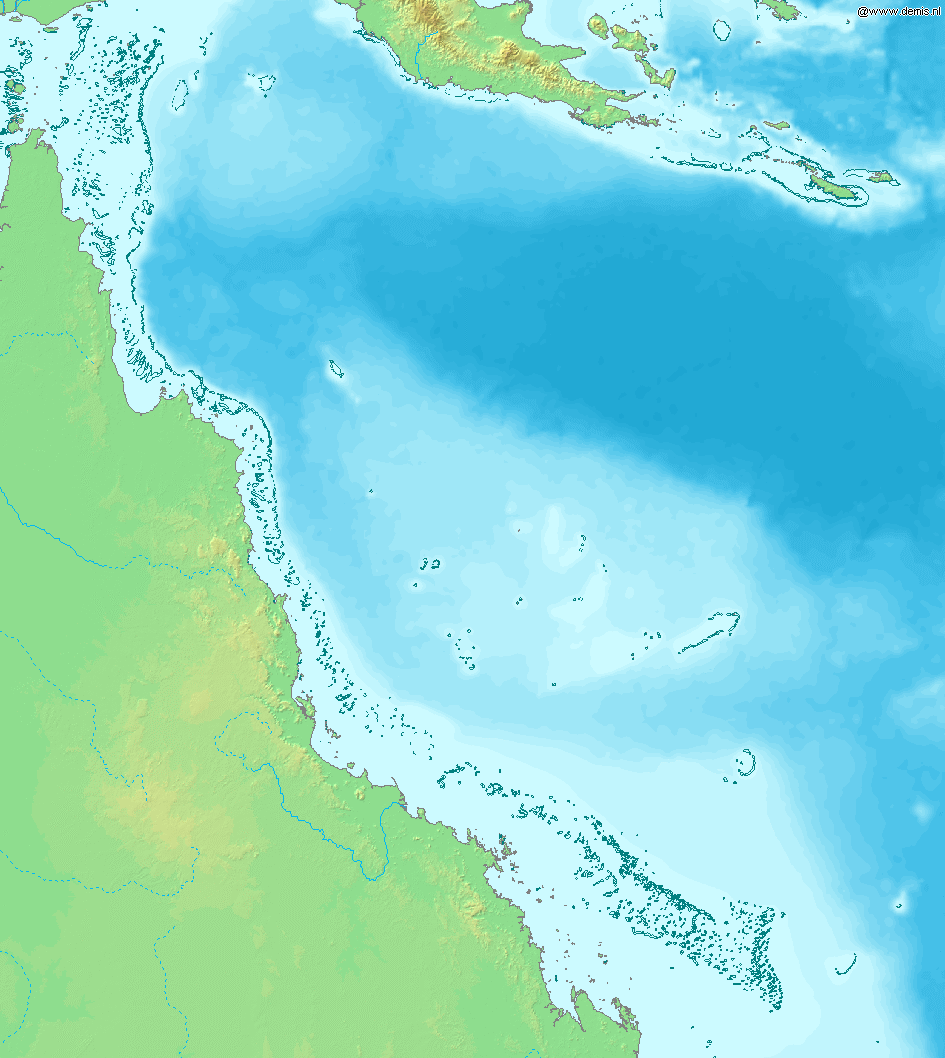
خريطة الحاجز المرجاني العظيم

يهدد تحمض المحيطات الحاجز المرجاني العظيم، بتقليله لقابلية الحياة فيه ولقوة الشعاب المرجانية. يقع الحاجز المرجاني العظيم –أحد عجائب الدنيا السبع الطبيعية وبؤرة التنوع البيولوجي– في أستراليا، ويواجه على غرار الشعاب المرجانية الأخرى، التدهور بسبب تحمض المحيطات.
ينتج تحمض المحيطات عن ارتفاع ثاني أكسيد الكربون في الغلاف الجوي، والذي يمتصه المحيط. يمكن أن تؤدي هذه العملية إلى زيادة درجة حرارة سطح البحر وتقليل الأراجونيت وتقليل درجة الحموضة في المحيط. كلما زاد حرقنا للوقود الأحفوري، زاد امتصاص المحيط لثاني أكسيد الكربون، مفضيًا إلى تحمض المحيطات.
باتت الكائنات المتكلسة معرضة للخطر، بسبب النقص الناتج من الأراجونيت في الماء وانخفاض الأس الهيدروجيني. يمكن أن يؤثر هذا الانخفاض في صحة الشعاب المرجانية، ولا سيما الحاجز المرجاني العظيم، إلى انخفاض التنوع البيولوجي. يمكن أن تتعرض الكائنات الحية للإجهاد بسبب تحمض المحيطات، كما يؤدي اختفاء الشعاب المرجانية السليمة، مثل الحاجز المرجاني العظيم، إلى فقدان الموائل للعديد من الأصناف.

## خلفية
ارتفع ثاني أكسيد الكربون في الغلاف الجوي من 280 إلى 409 جزء في المليون منذ الثورة الصناعية. أدت هذه الزيادة في ثاني أكسيد الكربون إلى انخفاض الأس الهيدروجيني بمقدار 0.1، ويمكن أن ينخفض بمقدار 0.5 بحلول عام 2100. يتشكل حمض الكربونيك عند التقاء ثاني أكسيد الكربون بمياه البحر، والذي يتفكك بعد ذلك إلى هيدروجين وبيكربونات وكربونات ويقلل من درجة الحموضة في المحيط. ترتبط درجة حرارة سطح البحر وحموضة المحيطات والكربون غير العضوي المذاب ارتباطًا إيجابيًا بثاني أكسيد الكربون في الغلاف الجوي.
يمكن أن يسبب تحمض المحيطات بفرط ثاني أكسيد الكربون وزيادة الإجهاد في الكائنات البحرية، مما يؤدي إلى انخفاض التنوع البيولوجي. كما يمكن أن تتأثر الشعاب المرجانية نفسها سلبًا من جراء تحمض المحيطات، إذ قد تنخفض معدلات التكلس مع زيادة الحموضة. يتأثر الأراجونيت بعملية تحمض المحيطات، لأنه شكل من أشكال كربونات الكالسيوم، ويعدّ عنصرًا هامًا في حيوية الشعاب المرجانية وصحتها، لأنه يوجد في الهياكل المرجانية وهو أكثر قابلية للذوبان من الكالسيت. يمكن أن تؤدي زيادة مستويات ثاني أكسيد الكربون إلى تقليل معدلات نمو المرجان من 59% إلى 56%. تعاني الكائنات الحية المتكلسة الأخرى، مثل ذوات الصدفتين وبطنيات الأرجل، من آثار سلبية بسبب تحمض المحيطات أيضًا.
يهدد تحمص المحيطات العديد من الأصناف في الحاجز المرجاني العظيم باعتباره بؤرةً للتنوع البيولوجي. تتعرض الأنواع النادرة والمتوطنة لخطر أكبر بسبب تحمض المحيطات، لأنها تعتمد على الحاجز المرجاني العظيم على نطاق واسع. يشكل خطر انهيار الشعاب المرجانية بسبب التحمض تهديدًا للتنوع البيولوجي أيضًا. يمكن أن يؤثر الإجهاد المتسبب من تحمض المحيطات سلبًا على العمليات البيولوجية، مثل التمثيل الضوئي أو الاستنساخ، ويسمح للكائنات بأن تصبح عرضة للأمراض.